# Żurawno (Jonkowo)
Żurawno (deutsch Kaltfließ) ist ein Ort in der polnischen  Woiwodschaft Ermland-Masuren. Er gehört zur Gmina Jonkowo (Landgemeinde Jonkendorf) im Powiat Olsztyński (Kreis Allenstein).

## Geographische Lage
Żurawno liegt am Südufer der Alle (polnisch Łyna, hier jetzt als Stara Łyna (=„Alte Alle“) bezeichnet) im Westen der Woiwodschaft Ermland-Masuren, acht Kilometer westlich der Woiwodschaftshauptstadt Olsztyn (deutsch Allenstein).

## Geschichte
Der vor 1785 Kaltflies genannte kleine Ort war im Jahre 1785 ein adliges Gut und Vorwerk im Kreis Heilsberg und hatte drei Feuerstellen. Bei der Volkszählung am 3. Dezember 1861 wies es bereits drei Wohngebäude bei 39 Einwohnern auf.

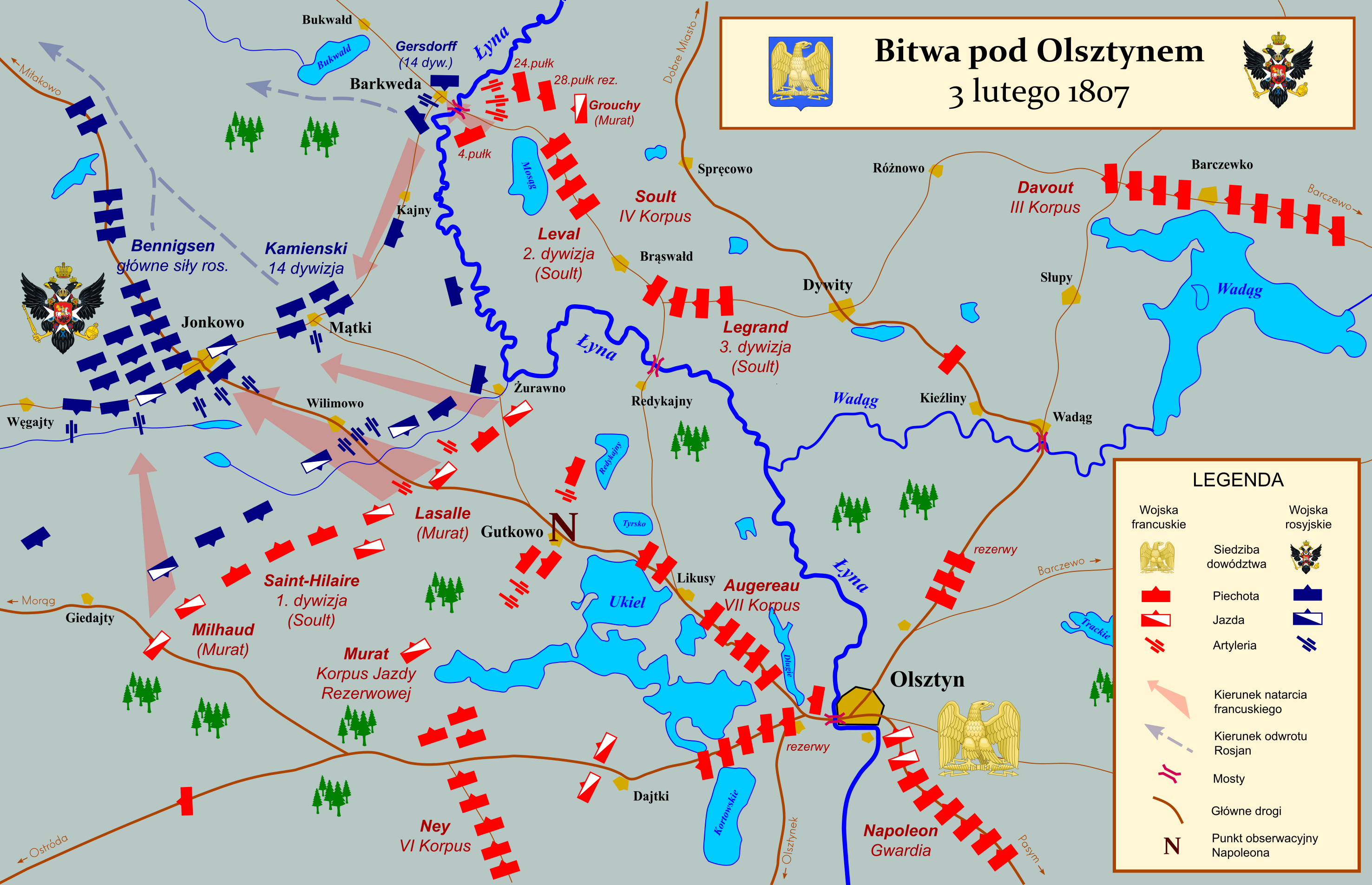
Kaltfließ im Gebiet der Schlacht bei Allenstein

Am 3./4. Februar 1807 lag Kaltfließ im Kriegsgebiet der „Schlacht bei Allenstein“ (auch: „Schlacht bei Jonkowo“) zwischen russischen und französischen Truppen.
Als 1874 der Amtsbezirk Göttkendorf (polnisch Gutkowo) im ostpreußischen Kreis Allenstein errichtet wurde, wurde Kaltenfließ mit Kaltfließmühle (polnisch Młyn Żurawno) ein Teil desselben. Bis zum 11. September 1907 gehörte der Wohnplatz Wilhelmsthal (polnisch Wilimowo) zu Kaltfließ.
Am 12. März 1908 verlor der Gutsort seine Eigenständigkeit und wurde mit Kaltfließmühle in die Landgemeinde Göttkendorf eingegliedert.
Als 1945 in Kriegsfolge das gesamte südliche Ostpreußen an Polen fiel, erhielt Kaltenfließ die polnische Namensform „Żurawno“. Heute ist der Ort ein Teil der Landgemeinde Jonkowo (Jonkendorf) im Powiat Olsztyński (Kreis Allenstein), von 1975 bis 1998 der Woiwodschaft Olsztyn, seither der Woiwodschaft Ermland-Masuren zugehörig.

## Kirche
Vor 1945 war Kaltfließ in die römisch-katholische Dorfkirche Göttkendorf eingepfarrt – und ist es auch noch heute, wobei die Pfarrei jetzt jedoch im Stadtgebiet von Olsztyn – im Stadtteil Olsztyn Gutkowo – liegt und dem Dekanat Olsztyn III - Gutkowo im Erzbistum Ermland zugehört.
Evangelischerseits gehörte Kaltfließ zur evangelischen Kirche Allenstein in der Kirchenprovinz Ostpreußen der Kirche der Altpreußischen Union. Jetzt ist Żurawno der gleichen und jetzt mit einem Namen versehenen Christus-Erlöser-Kirche Olsztyn zugeordnet, die der Diözese Masuren der Evangelisch-Augsburgischen Kirche in Polen zugehörig ist.

## Verkehr
Żurawno liegt an einer Nebenstraße, die von Brąswałd (Braunswalde) nach Gutkowo (Göttkendorf) zur polnischen Woiwodschaftsstraße 527 (frühere deutsche Reichsstraße 133) führt. Der Bahnhof Olsztyn Gutkowo ist die nächste Bahnstation und liegt an den PKP-Linien 220 und 221: der Bahnstrecke Olsztyn–Bogaczewo bzw. der Bahnstrecke Olsztyn Gutkowo–Braniewo.